# Britney: The Videos
Britney: The Videos to oficjalne DVD amerykańskiej piosenkarki muzyki pop Britney Spears, wydane 20 listopada 2001 roku. Materiałem są 3 teledyski ("I’m a Slave 4 U", "Don’t Let Me Be the Last to Know", "I’m Not a Girl, Not Yet a Woman"), filmy zza kulis kręcenia debiutu filmowego Britney Crossroads, teledysk z filmu do "Overprotected", jej reklama "Joy of Pepsi" i trailer Britney Spears: Live from Las Vegas.
DVD zdobyło szczyt (#1) w USA, zapisując się do historii jako pierwszy taki album na podium na amerykańskiej liście. Album trzymał się na szczycie przez 2 tygodnie i został certyfikowany na podwójną platynę.

## O DVD

### Wiadomości techniczne
- Oryginalny język: angielski
- Lektor:
  - angielski (Dolby Digital 5.1),
  - angielski (Dolby Digital 2.0 Stereo)

### Materiał
- Teledyski:
  1. "Don’t Let Me Be the Last to Know"
  2. "I’m a Slave 4 U"
  3. "I’m Not a Girl, Not Yet a Woman"
- Filmy na żywo:
  1. "I’m a Slave 4 U" na 2001 MTV Video Music Awards.
  2. "Overprotected" [teledysk z Crossroads]
  3. "Overprotected" [na żywo z Sydney] [tylko na brytyjskiej wersji DVD]
- Zza kulis:
  1. Britney za kulisami
  2. Za kulisami Crossroads
- Dodatkowe:
  1. "The Joy of Pepsi"
  2. HBO prezentuje: Britney Spears: Live from Las Vegas